# Myrmecia petiolata
Myrmecia petiolata är en myrart som beskrevs av Carlo Emery 1895. Myrmecia petiolata ingår i släktet bulldoggsmyror, och familjen myror. Inga underarter finns listade i Catalogue of Life.